# Kayla Banwarth
Kayla Banwarth (Dubuque, 21 gennaio 1989) è un'allenatrice di pallavolo ed ex pallavolista statunitense, nel ruolo di libero, tecnico delle Atlanta Vibe.

## Carriera

### Giocatrice

#### Club
La carriera di Kayla Banwarth inizia a livello scolastico, per proseguire nella squadra della sua università, la Nebraska, con la quale prende parte alla NCAA Division I dal 2007 al 2010. 
Nella stagione 2011-12 inizia la carriera professionistica con lo Schwechat Post, col quale si aggiudica il campionato austriaco. Nel dicembre 2012 viene ingaggiata a stagione in corso dal Dresdner, squadra della 1. Bundesliga tedesca, che tuttavia lascia dopo una sola partita per rientrare negli Stati Uniti d'America, dove resta ad allenarsi nel collegiale della nazionale.
Nella stagione 2013-14 viene ingaggiata dal Rabitə Baku, club della Superliqa azera col quale vince lo scudetto. Nella stagione seguente viene ceduta in prestito alle concittadine dell'İqtisadçı; tuttavia il club si ritira prima dell'inizio del campionato. Rientra quindi in collegiale con la nazionale, alla quale si dedica fino al termine della sua carriera.

#### Nazionale
Nel 2011 debutta in nazionale in occasione dei XVI Giochi panamericani, dove vince la medaglia di bronzo. Un anno dopo si aggiudica l'oro alla Coppa panamericana, bissata nel 2013, quando viene anche premiata come miglior ricevitrice, prima di aggiudicarsi un altro oro al campionato nordamericano e l'argento alla Grand Champions Cup.
Successivamente vince l'oro al campionato mondiale 2014, seguito da un altro oro al World Grand Prix 2015, da un bronzo alla Coppa del Mondo 2015 e dall'ennesimo oro al campionato nordamericano 2015, insignita del premio come miglior ricevitrice; nel 2016, dopo essersi aggiudicata l'argento al World Grand Prix, conquista la medaglia di bronzo ai Giochi della XXXI Olimpiade, dopo i quali si ritira dalla pallavolo giocata.

### Allenatrice
Durante il periodo in collegiale con la nazionale, precisamente nel dicembre 2015, ottiene l'incarico di assistente allenatrice volontaria del programma maschile della Pepperdine, dove fa parte per una annata dello staff di Marvin Dunphy. Nel gennaio 2017 ritorna alla Nebraska per far parte dello staff di John Cook, ricoprendo il ruolo di assistente allenatrice: raggiunge due finali nazionali consecutive, conquistando il titolo nel 2017.
Il 21 dicembre 2019 viene nominata nuova allenatrice della Mississippi, restando in carica fino all'ottobre 2022, quando ottiene una risoluzione consensuale nel corso dell'annata. Torna in panchina nella Pro Volleyball Federation 2025 quando accetta l'incarico di allenatrice delle Atlanta Vibe, ricevendo il premio di miglior allenatrice.

## Palmarès

### Giocatrice

#### Club
- Campionato austriaco: 1

2011-12
- Campionato azero: 1

2013-14

#### Nazionale (competizioni minori)
- Giochi panamericani 2011
- Coppa panamericana 2012
- Coppa panamericana 2013

#### Premi individuali
- 2009 - NCAA Division I: Omaha Regional All-Tournament Team
- 2013 - Coppa panamericana: Miglior ricevitrice
- 2015 - Campionato nordamericano: Miglior ricevitrice

### Allenatrice

#### Club
- NCAA Division I: 1

2017

#### Premi individuali
- 2025 - Pro Volleyball Federation: Miglior allenatrice